# Ljoedmyla Blonska
Ljoedmyla Leonidivna Blonska-Sjevtsjoek (Oekraïens: Людмила Леонідівна Блонська-Шевчук) (Simferopol, 9 november 1977) is een voormalige Oekraïense meerkampster. Haar meest aansprekende resultaat was haar gouden medaille op de vijfkamp tijdens de wereldindoorkampioenschappen van 2006 in Moskou. Goud won ze eveneens op de universiade van 2005 in İzmir, waar zij op de zevenkamp met een score van 6297 punten veel te sterk was voor de concurrentie, onder wie Yvonne Wisse.

## Loopbaan

### Wereldindoorkampioene
Moskou, waar Karin Ruckstuhl als haar voornaamste tegenstandster zilver voor zich opeiste, was voor Ljoedmyla Blonska het toneel van haar eerste internationale optreden, sinds zij van juli 2003 tot juli 2005 wegens dopinggebruik was geschorst. Blonska bleef er de Nederlandse met 78 punten voor. Tijdens de Europese kampioenschappen in Göteborg, later dat jaar, kwamen de twee elkaar opnieuw tegen. Ljoedmyla Blonska was er op de zevenkamp echter beduidend minder op dreef dan tijdens haar vijfkamp in Moskou en werd met 6357 punten vijfde. Ze moest ditmaal, behalve in winnares Carolina Klüft, onder andere ook in Karin Ruckstuhl haar meerdere erkennen. Haar beste zevenkampresultaat had zij eerder dat jaar behaald tijdens de Hypo-Meeting in Götzis in mei, waar zij achter Klüft tweede was geworden met 6.448 punten.

### Wel ranglijstaanvoerster, geen wereldkampioene
Ljoedmyla Blonska kwam, na haar teleurstellende optreden in Göteborg, in 2007 sterk terug. Eerst verbeterde zij in mei in Götzis haar PR door met 6626 punten opnieuw tweede te worden achter Carolina Klüft. Vervolgens won zij begin augustus in Kiev een zevenkamp tijdens de wedstrijden om de Oekraïnecup met 6733 punten, niet alleen opnieuw een PR, maar ook een nationaal record. Hiermee werd zij tevens aanvoerster van de wereldranglijst in 2007 en bombardeerde zij zichzelf tot de grote favoriete voor de wereldkampioenschappen in Osaka. Van Klüft had de Oekraïense echter nog nooit gewonnen. En ook in Osaka lukte dit niet. Hoewel de Oekraïense beter dan ooit voor de dag kwam en haar nog geen maand oude, in Kiev gevestigde record alweer met 99 punten verbeterde tot 6832, kon zij haar grote concurrente Carolina Klüft geen moment serieus bedreigen. Maar die stevende dan ook regelrecht af op een Europees record en een score boven de 7000 punten (7.032).

### Succes in Talence
Als doekje voor het bloeden won Ljoedmyla Blonska eind september de Décastar zevenkamp in Talence, de prestigieuze afsluiter van de IAAF World Combined Events Challenge. Ze scoorde er 6437 punten, nagenoeg 200 punten meer dan haar landgenote Natalja Dobrynska. Aangezien zij dit jaar ook punten had gescoord in de twee andere grote meerkampen die meetelden voor deze competitie, leverde haar zege in Talence Blonska tevens de eindzege in dit klassement op en 30.000 dollar aan prijzengeld. Wereldkampioene Carolina Klüft viel buiten de prijzen, omdat die maar aan twee van de drie wedstrijden had deelgenomen.

### Levenslang geschorst na olympisch zilver
Op de Olympische Spelen van 2008 in Peking won ze een zilveren medaille. Met 6700 punten eindigde ze achter Natalja Dobrynska (goud) en voor de Amerikaanse Hyleas Fountain (brons). Vervolgens plaatste ze zich op het individuele nummer verspringen voor de finale met de op twee na beste prestatie van alle deelneemsters.
Op 20 augustus 2008 werd bekendgemaakt, dat Ljoedmyla bij een dopingtest positief was bevonden op het gebruik van anabole steroïden. Ze moest haar zilveren medaille afgeven, die vervolgens is overhandigd aan de Amerikaanse Hyleas Fountain. Het brons was nu voor de Russische Tatjana Tsjernova. Voor het verspringen werd zij gediskwalificeerd. Blonska heeft met onmiddellijke ingang het olympisch dorp in Peking moeten verlaten. Op 30 augustus werden Blonska en haar coach en echtgenoot Sergyi Blonski levenslang geschorst door de Oekraïense atletiekfederatie.

## Titels
- Oekraïens kampioene zevenkamp - 2000, 2007
- Oekraïens indoorkampioene vijfkamp - 2000
- Wereldindoorkampioene vijfkamp - 2006

## Persoonlijke records
Outdoor
| Onderdeel    | Prestatie          | Datum            | Plaats |
| ------------ | ------------------ | ---------------- | ------ |
| 200 m        | 23,80              | 3 augustus 2007  | Kiev   |
| 800 m        | 2.12,18            | 27 mei 2007      | Götzis |
| 100 m horden | 13,13              | 3 augustus 2007  | Kiev   |
| hoogspringen | 1,92 m             | 25 augustus 2007 | Osaka  |
| verspringen  | 6,88 m             | 26 augustus 2007 | Osaka  |
| kogelstoten  | 14,77 m            | 3 augustus 2007  | Kiev   |
| speerwerpen  | 51,53 m            | 27 mei 2007      | Götzis |
| zevenkamp    | 6832 p (nat. rec.) | 26 augustus 2007 | Osaka  |

Indoor
| Onderdeel    | Prestatie | Datum            | Plaats   |
| ------------ | --------- | ---------------- | -------- |
| 800 m        | 2.19,62   | 10 maart 2006    | Moskou   |
| 60 m horden  | 8,29 s    | 10 maart 2006    | Moskou   |
| hoogspringen | 1,85 m    | 8 februari 2000  | Brovary  |
| verspringen  | 6,50 m    | 4 februari 2006  | Tampere  |
| kogelstoten  | 14,12 m   | 7 maart 2008     | Valencia |
| vijfkamp     | 4771 p    | 15 februari 2008 | Tallinn  |

## Prestaties

### vijfkamp
- 2006:  WK indoor - 4.685 p
- 2008: 8e WK indoor - 4.474 p

### zevenkamp
- 2003: 13e EK - 5.865 p
- 2005:  Universiade - 6.297 p
- 2006:  Mehrkampf-Meeting Ratingen - 6427 p
- 2006:  IAAF World Combined Events Challenge 19232 p
- 2007:  WK - 6.832 p
- 2007:  IAAF World Combined Events Challenge - 19895 p
- 2008:  OS - 6.700 p (medaille ingeleverd na positieve dopingtest)